# Tailândia na Segunda Guerra Mundial

O primeiro-ministro tailandês, Plaek Pibulsonggram, inspeciona as tropas do país.

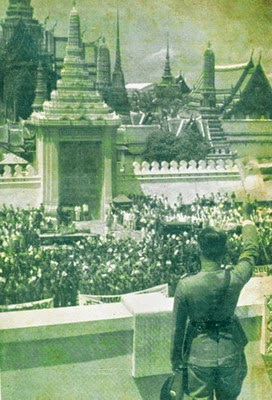
Pibulsonggram discursando no Grande Palácio de Bangkok, em 1940.

Inicialmente, a Tailândia na Segunda Guerra Mundial adotou oficialmente uma posição de neutralidade, até ser invadida pelo Japão em 1941. No início da Guerra do Pacífico, o Império Japonês inclinou-se sobre os tailandeses para permitir a passagem de tropas japonesas em seu caminho para invadir as colônias britânicas na Malásia e Birmânia. Essa iniciativa não era muito aceita por grande parte da população, mas o governo tailandês, sob a administração de Plaek Phibunsongkhram (conhecido simplesmente como Phibun), considerou preferível a conquista definitiva japonesa. Após a Tailândia concordar em deixar as tropas japonesas passarem pelo país, os japoneses, em seguida, aliaram-se à Tailândia e, mais tarde, a Tailândia declarou guerra aos Aliados.
A Tailândia ainda estava no controle de suas forças armadas e assuntos internos, no entanto, a política japonesa usou a Tailândia como estado fantoche de Manchukuo, já que os japoneses desejavam um relacionamento bilateral substancialmente similar aos que existia na Alemanha nazista, como a Finlândia, Bulgária e Roménia. Em última instância, o objetivo principal era garantir a resolução de neutralidade da Tailândia e estabelecer uma nação neutra que seria considerada como um igual pelos Aliados.
Um movimento de resistência bem organizado, em torno de 90 mil guerrilheiros tailandeses, apoiados por muitos funcionários do governo aliados ao regente Pridi Banomyong, esteve ativo a partir de 1942 para combater o regime de Phibun e os japoneses. Os partidários prestaram serviços de espionagem inestimáveis para os Aliados, bem como realizavam algumas sabotagens, e em 1944, ajudaram a projetar a queda de Phibun.
Como resultado das contribuições feitas para os esforços de guerra dos Aliados pelo guerrilheiros tailandeses, os Estados Unidos, que ao contrário dos outros Aliados nunca se declarou oficialmente em guerra com a Tailândia, absteve-se de lidar com a Tailândia como um país inimigo nas negociações pós-guerra. Antes de assinar um tratado de paz, no entanto, a Grã-Bretanha exigiu reparações na forma de remessas de arroz para a Malásia. Um tratado de paz anglo-thai foi assinado em 1 de Janeiro de 1946. A França recusou-se a permitir a admissão de Tailândia para a Organização das Nações Unidas até territórios anexados da Indochina, Malásia e Birmânia durante a guerra fossem devolvidos e a União Soviética insistiu na revogação da legislação anti-comunista.